# Xalocoa
Xalocoa is een monotypisch geslacht van korstmossen dat behoort tot de familie Graphidaceae van de ascomyceten.  Het geslacht werd in 2013 omschreven door lichenologen Ekaphan Kraichak, Robert Lücking en H. Thorsten Lumbsch. Het bevat Xalocoa ocellata, een korstvormig korstmos dat oorspronkelijk werd beschreven door Elias Magnus Fries in 1831.